# Kitagawa Kohei
Kohei Kitagawa (北川滉平, sinh ngày 29 tháng 4 năm 1995) là một cầu thủ bóng đá người Nhật Bản thi đấu ở vị trí tiền vệ cho Fujieda MYFC.

## Sự nghiệp
Sau khi trải qua sự nghiệp trẻ với Júbilo Iwata và Đại học Momoyama Gakuin, Kitagawa gia nhập V-Varen Nagasaki của J. League Division 2 năm 2015. Anh có màn ra mắt cho câu lạc bộ ngày 10 tháng 10 năm 2015 trước Ehime. Anh vào sân từ phút thứ 67 thay cho Hiroshi Azuma và nhận một thẻ vàng chỉ sau đó 3 phút và V-Varen Nagasaki hòa 0–0. Kitagawa ghi bàn thắng chuyên nghiệp đầu tiên cho V-Varen Nagasaki ngày 1 tháng 11 trước Omiya Ardija. Tuy nhiên, bàn thắng phút thứ 72 của anh chỉ là bàn thắng danh dự khi Nagasaki thất bại 2–1.

## Thống kê sự nghiệp
Cập nhật đến ngày 23 tháng 2 năm 2017.
| Câu lạc bộ          | Mùa giải            | Giải vô địch        | Giải vô địch | Giải vô địch | Cúp     | Cúp       | Cúp Liên đoàn | Cúp Liên đoàn | Tổng    | Tổng      |
| Câu lạc bộ          | Mùa giải            | Hạng đấu            | Số trận      | Bàn thắng    | Số trận | Bàn thắng | Số trận       | Bàn thắng     | Số trận | Bàn thắng |
| ------------------- | ------------------- | ------------------- | ------------ | ------------ | ------- | --------- | ------------- | ------------- | ------- | --------- |
| V-Varen Nagasaki    | 2015                | JL2                 | 5            | 1            | 2       | 1         | –             | –             | 7       | 2         |
| V-Varen Nagasaki    | 2016                | JL2                 | 8            | 0            | 1       | 0         | –             | –             | 9       | 0         |
| Tổng cộng sự nghiệp | Tổng cộng sự nghiệp | Tổng cộng sự nghiệp | 13           | 1            | 3       | 1         | –             | –             | 16      | 2         |